# Reino nabateo
El reino nabateo (árabe: المملكة النبطية), también llamado Nabatea, fue un estado dirigido por los árabes nabateos durante la antigüedad clásica. Nabataea permaneció independiente desde el siglo IV a. C. hasta que fue anexionada por el Imperio romano en el año 106 d. C., que la rebautizó como Arabia Pétrea.

## Historia

### Nabateos
Los nabateos eran una de las diversas tribus nómadas beduinas que recorrían el desierto de Arabia y se trasladaban con sus rebaños a donde pudieran encontrar pastos y agua. Se familiarizaron con su área a medida que pasaban las estaciones, y luchaban por sobrevivir durante los años severos cuando disminuía la lluvia estacional. Aunque los nabateos estaban inicialmente incrustados en la cultura aramea, las teorías sobre su relación con raíces arameas son generalmente rechazadas por los eruditos modernos. Por otro lado, pruebas arqueológicas, religiosas y lingüísticas confirman que son una tribu de Arabia del Norte.
El origen preciso de la tribu nómada árabe sigue siendo incierto. Una hipótesis ubica su tierra natal en el actual Yemen, al suroeste de la península arábiga, pero sus deidades, idioma y escritura no comparten nada con los del Arabia del Sur. Otra hipótesis sostiene que su origen se encontraba en la costa oriental de la península.
La sugerencia de que partieron del área de Hejaz es considerada más convincente, ya que compartían un gran número de deidades con los pueblos antiguos de esta zona. "Nbtw", la consonante raíz del nombre de la tribu, se encuentra en las primeras lenguas semíticas de Hejaz.
Las similitudes entre el dialecto árabe nabateo tardío y las encontradas en Mesopotamia durante el período Neo-Asirio, así como un grupo con el nombre de "Nabatu" enumerado por los asirios como una de varias tribus árabes rebeldes en la región, sugiere una conexión entre los dos Los nabateos podrían haberse originado allí y emigrar al oeste entre los siglos VI y IV a. C. al noroeste de Arabia y gran parte de lo que hoy es la actual Jordania.
Los nabateos han sido falsamente asociados con otros grupos de personas. Un pueblo llamado "Nabaiti", que fue derrotado por el rey asirio Asurbanipal, estuvo asociado por algunos con los nabateos debido a la tentación de vincular sus nombres. Otra idea equivocada es su identificación con los Nebayot de la Biblia hebrea, los descendientes de Ismael, el hijo de Abraham.
A diferencia del resto de las tribus árabes, los nabateos surgieron más tarde como dirigentes vitales en la región durante sus tiempos de prosperidad. Sin embargo, su influencia se desvaneció y los nabateos fueron cayendo en el olvido.

### Emergencia

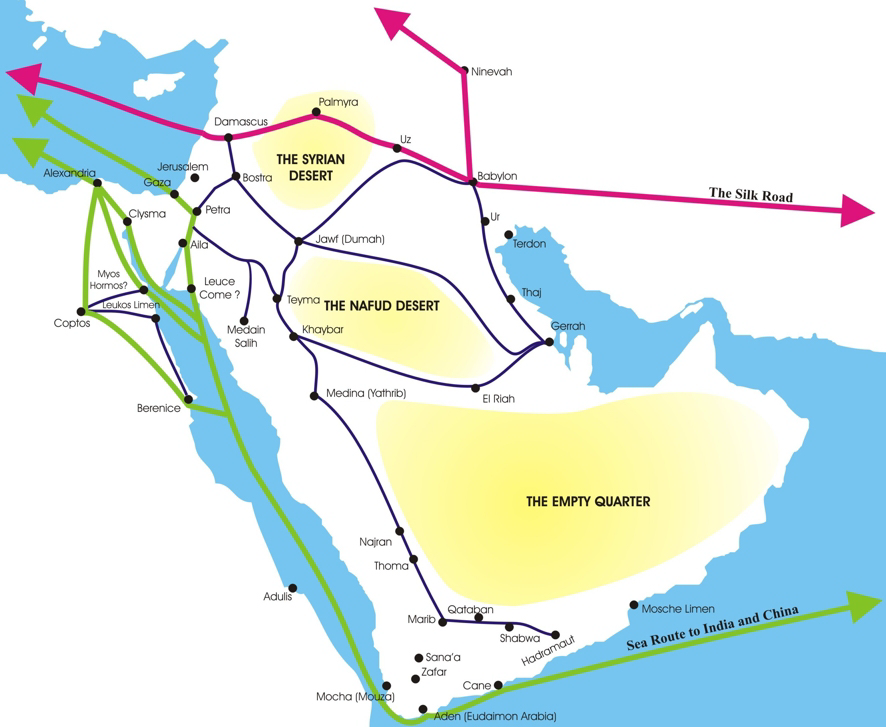
Rutas comerciales del antiguo Medio Oriente, cuando Petra era la última parada para caravanas que llevaban especias antes de ser enviadas a los mercados europeos a través del Puerto de Gaza.

Aunque los nabateos conocían la escritura, no dejaron textos históricos de considerado tamaño. Sin embargo, existen miles de inscripciones que todavía se encuentran hoy en varios lugares donde alguna vez vivieron, incluyendo graffitis y sus monedas acuñadas. La primera referencia histórica a los nabateos es del historiador griego Diodoro Sículo, que vivió alrededor del año 30 a. C., pero que incluye información 300 años anteriores. Usa como fuente a Jerónimo de Cardia; uno de los generales de Alejandro Magno que tuvo un encuentro de primera mano con los nabateos.
Diodoro relata cómo los nabateos sobreviven en un desierto sin agua y cómo lograban vencer a cualquier enemigo al esconderse en el desierto hasta que este se rendía por falta de agua. Los nabateos excavaban cisternas que estaban cubiertas y dejaban señas solo conocidas por ellos mismos. Diodoro escribió sobre cómo eran "excepcionalmente aficionados a la libertad" e incluyó una lista sobre incursiones infructuosas que fueron iniciadas por el general griego Antígono I en 312 a. C.
Después de la muerte de Alejandro Magno en el 323 a. C., su imperio se dividió entre sus generales. Durante el conflicto entre los generales de Alejandro, Antígono conquistó el Levante y esto lo llevó a las fronteras de Edom, justo al norte de Petra. Los ricos nabateos se convirtieron en el próximo objetivo de Antígono. Su riqueza era generada por los ingresos de las caravanas comerciales que transportaban incienso, mirra y otras especias de Eudaemon en el actual Yemen, a través de la península arábiga, pasando por Petra y terminando en el Puerto de Gaza para su envío a los mercados europeos. Esta riqueza distinguió a los nabateos de otras tribus árabes. Antígono ordenó a uno de sus oficiales para atacar a los "bárbaros" nabateos y tomar sus rebaños como botín. Las tres incursiones no alcanzaron la victoria o terminaron en desastre para los griegos.
En la primera incursión, los griegos lograron saquear toneladas de especias y plata de Petra en 312 a. C.; y aunque este año se considere como el inicio oficial de la historia de Nabatea, sus habitantes ya poseían amplias riquezas. Pronto se produjeron dos enfrentamientos y, a la luz de las derrotas, Antígono abandonó sus planes contra los nabateos. Durante la Batalla de Ipsus en Anatolia alrededor del 301 a. C., Antígono fue derrotado ante una coalición griega que incluía a los Seléucidas.
La serie de guerras entre los generales griegos terminó en una disputa sobre las tierras de la moderna Jordania entre los Ptolomeos con sede en Egipto y los Seléucidas con sede en Siria. El conflicto permitió a los nabateos extender su reino más allá de Edom.

## Reino

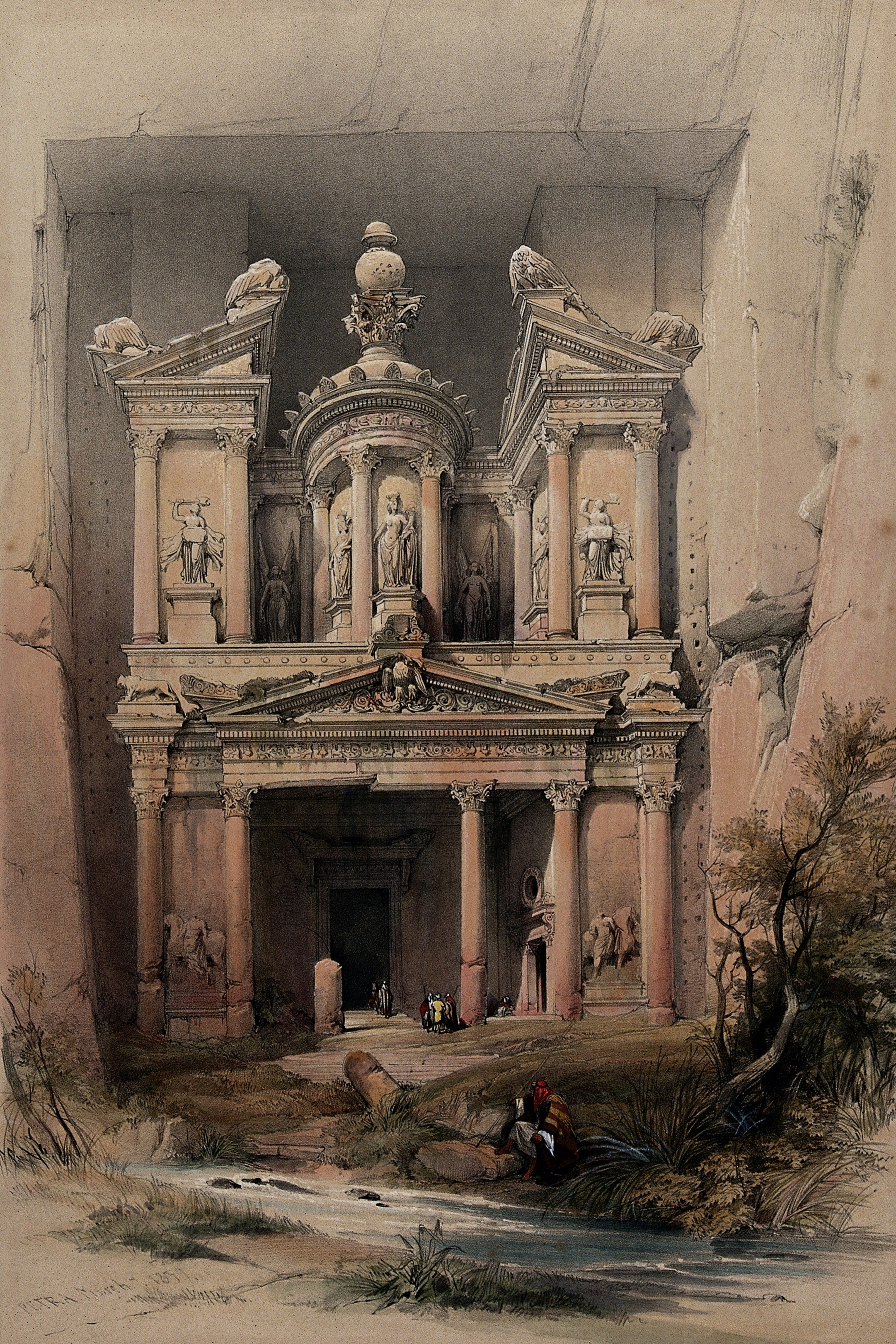
Litografía de Louis Haghe representando Al Khazneh, tallada en roca por los nabateos en su capital, Petra.

Durante el siglo IV a. C., los nabateos ocuparon el norte de Hiyaz, Edom y el Néguev en el mar Mediterráneo, junto con algunas islas de la costa y un tramo de tierra a lo largo de la costa del mar Rojo. Diodoro Sículo menciona que los nabateos habían atacado barcos mercantes pertenecientes a los Ptolomeos en Egipto, pero pronto fueron atacados por una fuerza mayor y "castigados como se merecían". Si bien no se sabe por qué los ricos nabateos recurrían a la piratería, una posible razón es que sintieran que sus intereses comerciales estaban amenazados por la competitiva ruta comercial naval a través del mar Rojo.
Medio siglo después de las agresiones de Antígono I Monóftalmos, se encuentra la segunda referencia histórica a los nabateos en Hauran. Dionisio, uno de dos empleados griegos que buscaban una carrera alternativa vendiendo mujeres como esclavas sexuales, fue una vez detenido por los nabateos durante una semana durante uno de sus intercambios. Teniendo en cuenta la notable igualdad de género de la sociedad nabatea en ese momento, es probable que estuvieran en desacuerdo al tratamiento de las mujeres en su área, a las que creían responsables en el curso del mantenimiento de la ley y el orden.
Aretas I es el primer rey conocido de los nabateos, cuyo nombre se encontró en una inscripción en el Néguev datada del siglo II a. C. Casi al mismo tiempo, los nabateos árabes y los judíos macabeos vecinos habían mantenido una relación amistosa; los nabateos habían simpatizado con los macabeos, que a la vez estaban siendo maltratados por los seléucidas. Los nabateos comenzaron a acuñar monedas durante el mismo siglo, indicando la extensa independencia económica y política de la que disfrutaban.
Petra fue incluida en una lista de las principales ciudades del área mediterránea para ser visitada por un notable de Priene, una señal del significado de Nabataea en el mundo antiguo. Petra estaba incluida junto con Alejandría, que era considerada una ciudad capital en el mundo civilizado.

## Nabateos y asmoneos

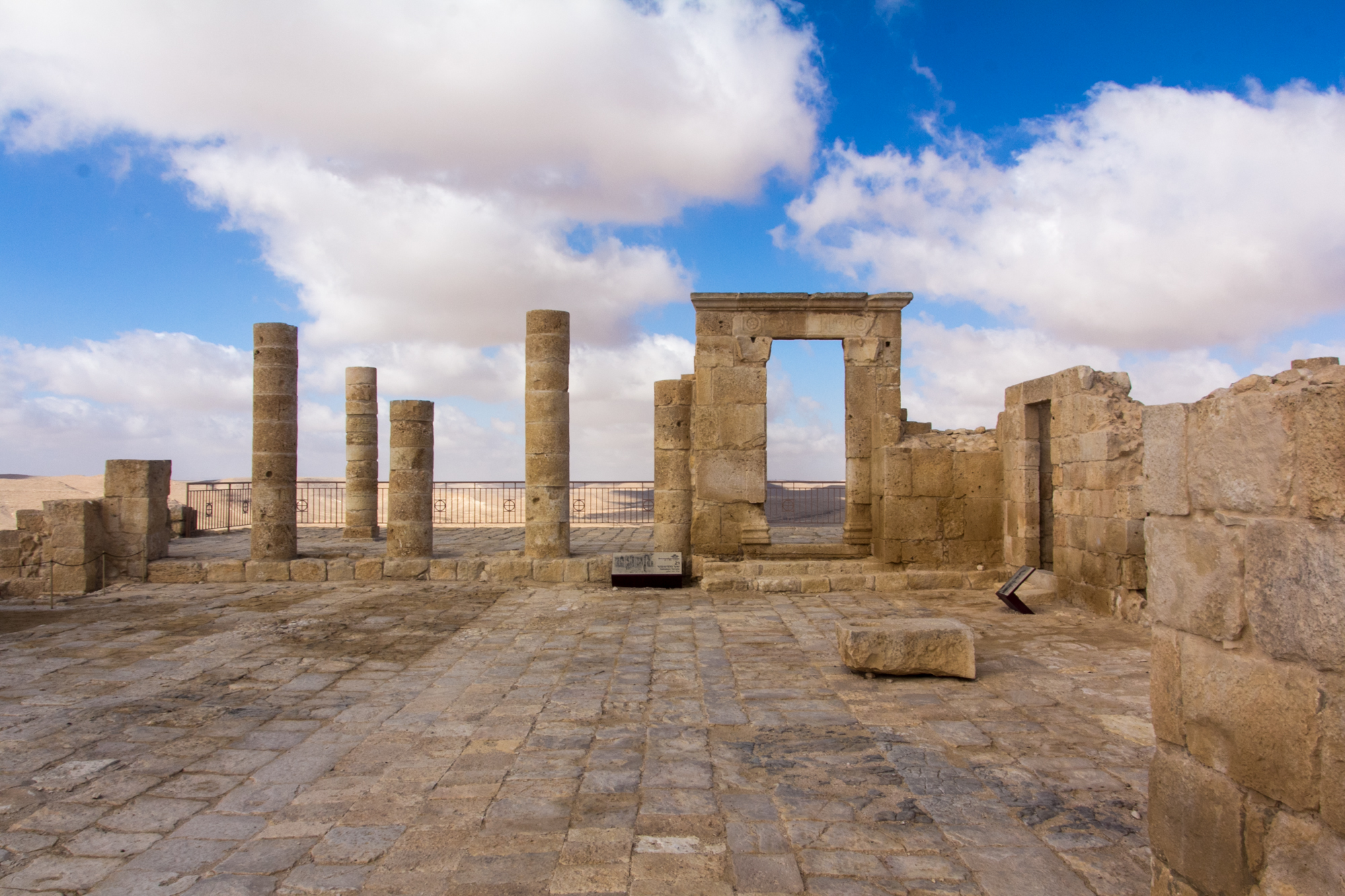
Templo de Avdat en el Negev, construido por los nabateos para conmemorar al rey Obodas I y sus victorias contra los asmoneos y los seléucidas.

Los nabateos fueron aliados de los macabeos durante sus luchas contra los monarcas seléucidas. Más tarde se convirtieron en rivales de sus sucesores, la dinastía asmonea de Judea, y un elemento principal en los desórdenes que invitaron a la intervención de Pompeyo en Judea, en el contexto de la tercera guerra mitridática. El Puerto de Gaza era la última parada para especias que eran transportadas por caravanas comerciales antes del envío a los mercados europeos, por lo que los nabateos poseeían una influencia considerable sobre los habitantes de Gaza. El rey asmoneano Alejandro Janneo sitió la ciudad de Gaza alrededor del año 100 a. C., con el argumento de que los habitantes de Gaza habían favorecido a los Ptolomeos por encima de los judíos en sus recientes batallas. Gaza fue ocupada y sus habitantes fueron pasados por la espada por Janneo.
Los asmoneos, bajo Janneo, lanzaron una campaña que capturó varios territorios en Transjordania al norte de Nabataea, a lo largo del camino a Damasco, incluyendo el norte de Moab y Galaad. Las adquisiciones territoriales amenazaron los intereses comerciales de Nabatea, tanto a Gaza como a los Seléucidas en Damasco. El rey nabateo, Obodas I, luchó por restaurar las áreas. Obodas logró derrotar a Janneo en la Batalla de Gadara alrededor del 93 a. C., cuando lo emboscaron a él y sus fuerzas en un valle empinado donde Janneo "tuvo suerte de escapar vivo".
Después de la victoria de Nabatea sobre los judíos, los primeros ahora estaban en desacuerdo con los seléucidas, quienes no quedaron impresionados con la creciente influencia de los nabateos al sur de sus territorios. Los nabateos salieron nuevamente victoriosos sobre los griegos, y esta vez sobre los seléucidas. Durante la Batalla de Caná, el rey seléucida Antíoco XII declaró la guerra contra los nabateos y el propio rey fue asesinado durante el combate. Su ejército desmoralizado huyó y pereció en el desierto por inanición. Después de las victorias de Obodas sobre los judíos y los griegos, se convirtió en el primer rey de Nabatea en ser adorado como un dios por su pueblo.
Avdat fue un templo construido en el desierto de Negev por los nabateos para conmemorar a Obodas. Fue enterrado allí y se han encontrado inscripciones refiriéndose a "Obodas el Dios".
Durante el reinado de Aretas III (87 a 62 a. C.) el reino alcanzó su cénit territorial, pero fue derrotado por un ejército romano bajo el mando de Marco Emilio Escauro. El ejército de Escauro incluso  Petra, pero finalmente se negoció un acuerdo. Pagando tributo, Aretas III recibió el reconocimiento formal de la República Romana.
El reino nabateo se vio lentamente rodeado por el Imperio Romano en expansión, que conquistó Egipto y anexionó la hasmoneana. Mientras el reino nabateo lograba preservar su independencia formal, se convirtió en un reino cliente bajo la influencia de Roma.

## Anexión romana

Un mapa del Imperio Romano, en su mayor extensión, que muestra el territorio de las conquistas nabateas de Trajano en rojo.

En el año 106, durante el reinado del emperador romano Trajano, murió el último rey del reino nabateo, Rabel II Soter. Eso podría haber provocado la anexión oficial de Nabatea al Imperio Romano, pero se desconocen las razones formales y la forma exacta de la anexión.
Algunas evidencias epigráficas sugieren una campaña militar, comandada por Aulo Cornelio Palma, el gobernador de Siria. Las fuerzas romanas partieron de Siria y también de Egipto. Está claro que hacia el 107 d. C. las legiones romanas estaban estacionadas en el área alrededor de Petra y Bostra, como lo demuestra un papiro encontrado en Egipto. El reino fue anexionado por el imperio para convertirse en la provincia de Arabia Pétrea. El comercio fue continuado en gran medida gracias al talento no reducido de los nabateos para comerciar.
Bajo Adriano, el Limes Arabicus ignoró la mayor parte del territorio nabateano y se dirigieron al noreste desde Aila (actualmente Áqaba) a la cabeza del Golfo de Áqaba. Un siglo más tarde, durante el reinado de Alejandro Severo, el problema local de las monedas llegó a su fin. No hubo más edificios de tumbas suntuosas, aparentemente debido a un cambio repentino en las formas políticas, como una invasión del poder neo-persa bajo el Imperio Sasánida.
La ciudad de Palmira, por un tiempo, la capital del Imperio de Palmira, creció en importancia y atrajo el comercio árabe lejos de Petra.

## Geografía

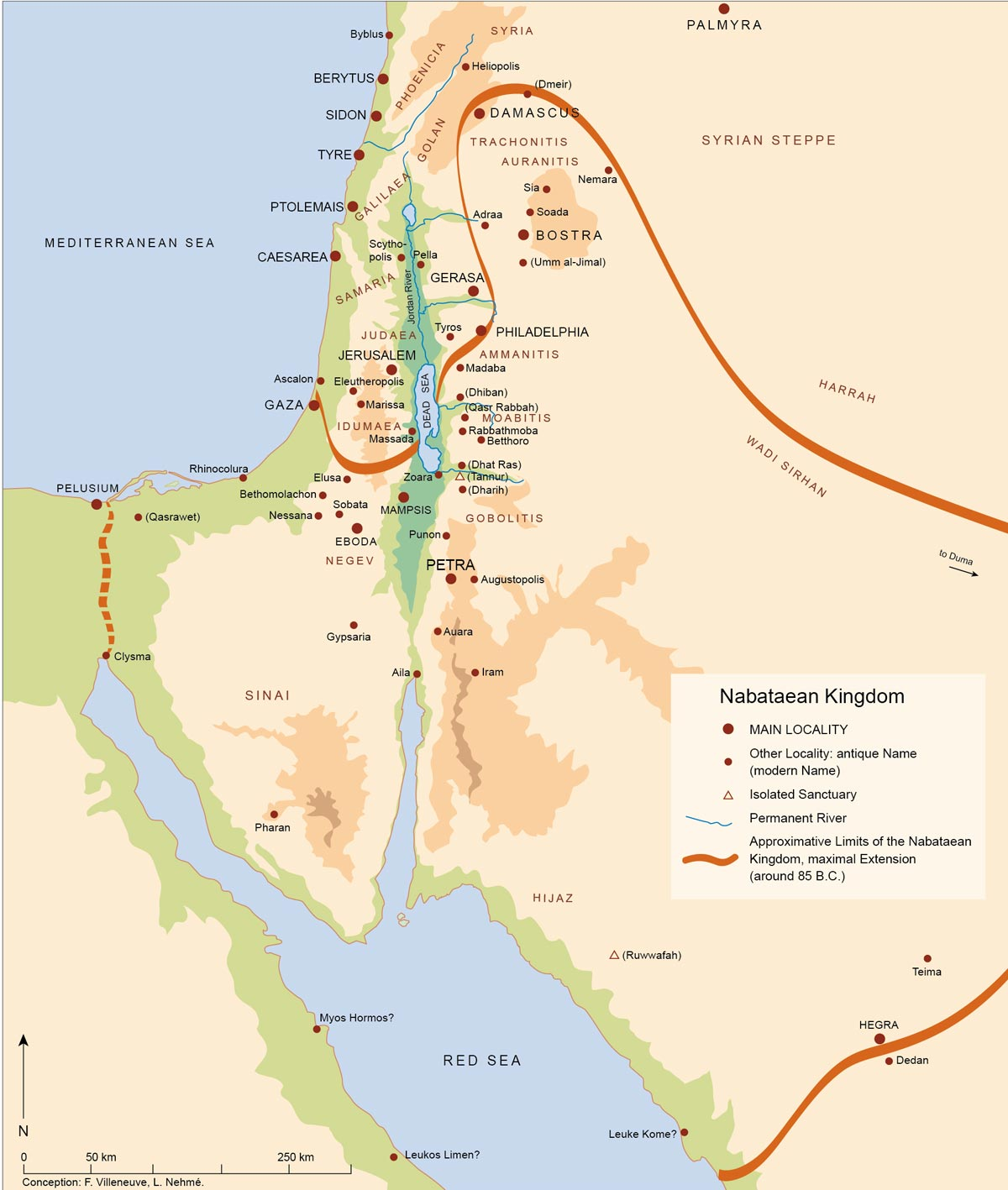
Mapa del reino nabateo en su máxima extensión, cerca del 85 a. C..

Nabatea se encontraba entre la península del Sinaí y la península arábiga. Su vecino del norte era el Reino de Judá, y su vecino al sudoeste era el Egipto ptolemaico. Su capital era la ciudad de Raqmu en Jordania, e incluía las ciudades de Bostra, Mada'in Saleh (Hegra) y Nitzana.
Raqmu, ahora llamada Petra, era una ciudad comercial rica, ubicada en una convergencia de varias rutas comerciales importantes. Una de ellas fue la Ruta del incienso que se basó en la producción de mirra e incienso en el sur de Arabia, y que recorría Mada'in Saleh hasta Petra. A partir de ahí, los vendedores de especias se distribuyeron por toda la región mediterránea.